# Lomblakó mézevő
A lomblakó mézevő (Caligavis obscura) a madarak osztályának verébalakúak (Passeriformes) rendjébe, ezen belül a mézevőfélék (Meliphagidae) családjába tartozó faj.

## Rendszerezése
A fajt Charles Walter De Vis ausztrál ornitológus írta le 1897-ben, a Ptilotis nembe Ptilotis obscura néven. Besorolása vitatott, egyes szervezetek a Lichenostomus nembe sorolják Lichenostomus obscurus néven.

## Alfajai
- Caligavis obscurus obscurus (De Vis, 1897)
- Caligavis obscurus viridifrons (Salomonsen, 1966)

## Előfordulása
Új-Guinea szigetén, Indonézia és Pápua Új-Guinea területén honos. Természetes élőhelyei a szubtrópusi és trópusi síkvidéki és hegyi esőerdők, valamint vidéki kertek. Állandó, nem vonuló faj.

## Megjelenése
Testhossza 19 centiméter, testsúlya 24–31 gramm.

## Életmódja
Nektárral, ízeltlábúakkal és gyümölcsökkel táplálkozik.

## Természetvédelmi helyzete
Az elterjedési területe nagy, egyedszáma viszont csökken, de még nem éri el a kritikus szintet. A Természetvédelmi Világszövetség Vörös listáján nem fenyegetett fajként szerepel.